# Prêt-bail

Signature par Franklin D. Roosevelt le 11 mars 1941 de la loi H.R. 1941 permettant d'aider le Royaume-Uni, la Chine et la Grèce.

Le programme Lend-Lease (« Prêt-Bail » en français) était un programme d'armement mis en place par les États-Unis pendant la Seconde Guerre mondiale, afin de fournir aux pays amis du matériel de guerre sans intervenir directement dans le conflit (avant l'entrée en guerre des États-Unis), mettant fin de facto aux lois des années 1930 sur la neutralité.
La loi Lend-Lease, votée par 317 voix pour et 71 contre à la chambre des représentants des États-Unis et par 60 voix pour et 31 contre au Sénat, signée le 11 mars 1941, autorise le Président des États-Unis à « vendre, céder, échanger, louer, ou doter par d'autres moyens » tout matériel de défense à tout gouvernement « dont le Président estime la défense vitale à la défense des États-Unis. »

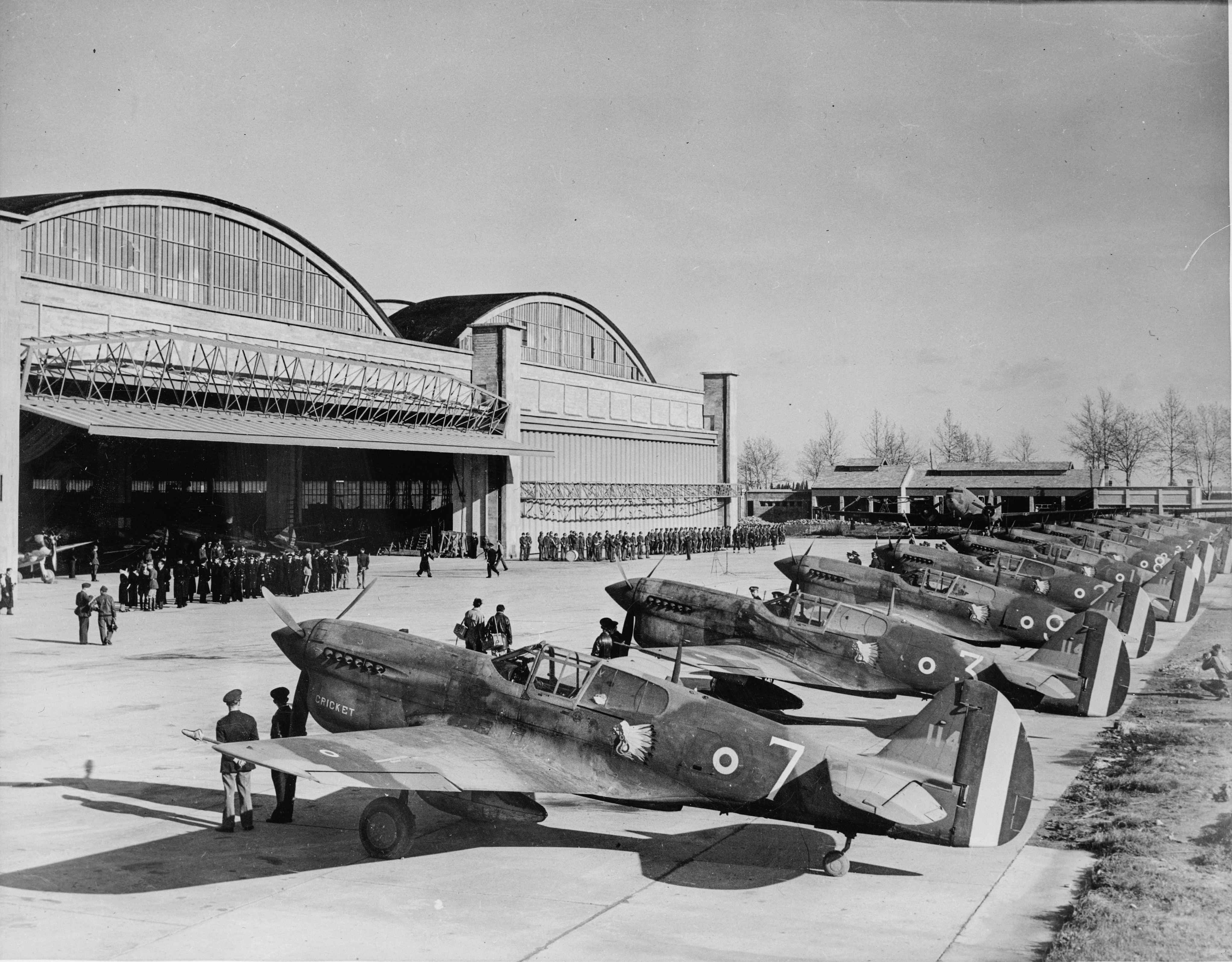
Curtiss P-40F Warhawk américains livrés à Casablanca, protectorat français du Maroc, pour l'aviation de l'armée d'Afrique de Giraud (groupe de chasse La Fayette héritier des traditions de l'Escadrille La Fayette), le 9 janvier 1943 guerre mondiale. En avril 1944 guerre mondiale, ils furent remplacés par des P-47D Thunderbolt.

De 1941 à 1945, les aides américaines se sont élevées à 50,1 milliards de dollars américains. Les principaux bénéficiaires du prêt-bail étaient le Royaume-Uni (31,4 milliards de dollars) et l'Union soviétique (11,3 milliards de dollars). La France n'a vraiment bénéficié de ce programme d'assistance logistique (3,2 milliards de dollars) qu'à partir de la Conférence de Casablanca (janvier 1943) entre Roosevelt, Churchill, Giraud et De Gaulle. 
Il y eut malgré tout un prix à payer. Les autorités américaines dépossédèrent la Grande-Bretagne de ses réserves d'or et de ses investissements outre-mer. Elles restreignirent ses exportations, et les hommes d'affaires américains s'emparèrent de marchés qui jusque-là étaient britanniques.

## Contexte historique
À la suite de l’invasion de la France en juin 1940 et jusqu’à l’invasion de la Grèce par l’Italie, l'Empire britannique était la seule puissance en guerre contre l’Allemagne et l’Italie. Le Royaume-Uni avait jusqu'alors payé son matériel militaire en or sous le traité « cash and carry » qu’il avait passé avec les États-Unis. Mais en 1941, elle avait tellement dépensé qu’elle commençait à manquer d’argent.
Au même moment, le gouvernement américain commençait à se mobiliser pour la guerre totale, avec le programme « Peacetime » et avec une forte augmentation dans le budget de la défense (qui est passé de deux à dix milliards de dollars). C’est à ce moment que le premier ministre britannique Winston Churchill demande au président américain Franklin Roosevelt une aide monétaire rapide de leur part. Roosevelt souhaitait aider les Britanniques mais était bloqué par l’opinion publique ainsi que les « Neutrality acts » qui l’obligeaient à rester neutre dans la guerre et à ne pas vendre des armes à crédit ou à prêter de l’argent aux États belligérants. C’est pourquoi l’idée du « Prêt-Bail » lui est venue.
En septembre 1940, pendant la bataille d’Angleterre, le gouvernement britannique a envoyé la mission « Tizard » aux États-Unis. Le but de cette mission était d’obtenir des ressources industrielles pour utiliser le potentiel militaire des recherches qu’avait menées le Royaume-Uni avant le début de la guerre, mais qu’ils n’avaient pas pu utiliser à cause de la guerre. Ce partage de technologies a inclus le design du détonateur de proximité, des détails des premiers réacteurs d’avions de Frank Whittle et le Mémorandum de Frisch et Peierls sur la faisabilité d’une bombe nucléaire. Toutes ces découvertes technologiques furent plus tard d'une importance capitale sur le cours de la guerre. De nombreuses autres découvertes technologiques ont été vendues comme des instruments de détection, des sous-marins et des systèmes de gyroscope.
En décembre 1940, le président Roosevelt a dit que les États-Unis seraient « l’arsenal des démocraties » et a proposé de vendre des munitions au Royaume-Uni et au Canada. Les isolationnistes étaient fortement opposés, disant que cela mènerait à une participation au conflit qui était vu, par la majorité du peuple, comme un conflit européen. Mais l’opinion populaire changeait du fait que de plus en plus de personnes se rendaient compte des avantages de financer la guerre des Britanniques contre les nazis, sans prendre part aux hostilités. La propagande montrant les villes britanniques dévastées durant le Blitz, de même que les représentations des Allemands comme des sauvages ralliaient aussi l’opinion publique du côté des Alliés, tout particulièrement après la défaite de la France.
Après une décennie de neutralité, Roosevelt savait que le changement vers le soutien des Alliés devait être progressif. La position première des Américains était d’aider les Britanniques et de ne pas entrer en guerre. Au début de février 1941, un sondage révèle que 54 % des Américains étaient partisans d’apporter de l’aide aux Britanniques sans utiliser le Prêt-Bail. 15 % de plus étaient en sa faveur en disant « Si les Anglais peuvent nous donner de la sécurité pour ce qu’on leur donne » ou « si cela ne nous force pas à entrer en guerre ». Seulement 22 % étaient explicitement défavorables à la proposition du président.
L’opposition à la proposition du Prêt-Bail était la plus forte parmi les isolationnistes républicains au Congrès, qui avaient peur que la mesure soit « la plus grande étape que cette nation ait prise pour la participation directe à la guerre ». Quand la Chambre des représentants vota la proposition de loi le 9 février 1941, plus de 260 Représentants votèrent en sa faveur (238 Démocrates et 24 Républicains) et 165 votèrent contre (25 Démocrates et 135 Républicains).
Le vote devant le Sénat, qui eut lieu un mois plus tard, montra les mêmes proportions de votes démocrates et républicains, ce qui permit que le Prêt-Bail soit adopté.
Le président Roosevelt signa la loi de Prêt-Bail le 11 mars 1941. Elle lui permit de « vendre, transférer la possession, échanger, émettre un bail, prêter ou disposer autrement de tout objet de défense envers un pays allié (Canada et Angleterre) ». En avril, cette pratique fut étendue à la Chine et en octobre à l’Union soviétique. Roosevelt autorisa la donation d'un million de dollars d'aide au Royaume-Uni via le Prêt-Bail à la fin d’octobre 1941.
Cette loi suivit celle de 1940 du « Destroyer for bases Agreement », qui permit d’échanger 50 bateaux de combat américains vers la Royal Navy britannique et canadienne en échange du droit de construire des bases dans les Caraïbes. Churchill permit aussi aux États-Unis de construire des bases militaires dans les Bermudes et en Terre-neuve gratuitement, autorisant le réemploi de matériels militaires britanniques.

## Administration
En 1941, le président Roosevelt nomma chef de l'office du Prêt-Bail le directeur de l'acier de son gouvernement, Edward R. Stettinius ; celui-ci fut remplacé à ce poste par Leo Crowley en 1943. L’aide du Prêt-Bail pour l’Union soviétique était dirigée par Stettinius. Le programme du Prêt-Bail fut ralenti progressivement après la capitulation de l'Allemagne et clôturé après la capitulation du Japon en août 1945.

## Montants du Prêt-bail
Valeur des matériels mis à la disposition des nations alliées par les États-Unis :
| Pays                   | Valeur (en millions de dollars) |
| ---------------------- | ------------------------------- |
| Empire britannique     | 31 387,1                        |
| Brésil                 | 372,0                           |
| Union soviétique       | 10 982,1                        |
| Mexique                | 39,2                            |
| France libre           | 3 223,9                         |
| Chili                  | 21,6                            |
| République de Chine    | 1 627,0                         |
| Pérou                  | 18,9                            |
| Pays-Bas               | 251,1                           |
| Colombie               | 8,3                             |
| Belgique               | 159,5                           |
| Équateur               | 7,8                             |
| Grèce                  | 81,5                            |
| Uruguay                | 7,1                             |
| Norvège                | 47,0                            |
| Cuba                   | 6,6                             |
| Turquie                | 42,9                            |
| Bolivie                | 5,5                             |
| Yougoslavie            | 32,2                            |
| Venezuela              | 4,5                             |
| Arabie saoudite        | 19,0                            |
| Guatemala              | 2,6                             |
| Pologne                | 12,5                            |
| Paraguay               | 2,0                             |
| Liberia                | 11,6                            |
| République dominicaine | 1,6                             |
| Iran                   | 5,3                             |
| Haïti                  | 1,4                             |
| Éthiopie               | 5,3                             |
| Nicaragua              | 0,9                             |
| Islande                | 4,4                             |
| El Salvador            | 0,9                             |
| Irak                   | 0,9                             |
| Honduras               | 0,4                             |
| Tchécoslovaquie        | 0,6                             |
| Costa Rica             | 0,2                             |
| Total                  | 48 395,4                        |

## Portée
Le Prêt-bail a aidé le Royaume-Uni et les forces alliées à gagner les combats des années futures[réf. souhaitée] ; l’aide qu’il donna dans les combats de 1941 fut insignifiante[réf. souhaitée]. Entre 1943-1944, environ un quart de toutes les munitions britanniques venait du Prêt-Bail[réf. souhaitée]. Les avions (en particulier ceux de transport) représentaient environ un quart des envois vers le Royaume-Uni, suivie par la nourriture, les forces terrestres et les bateaux.
Même après que les forces américaines en Europe et dans le Pacifique commencent à être à leur apogée en 1943-1944[réf. souhaitée], le Prêt-Bail continua. La plupart des pays belligérants étaient autonomes en matière de matériel de combat de première ligne (comme des chars et des avions de combat)[réf. souhaitée], mais le Prêt-Bail a offert un complément utile en cette catégorie tout de même, et les prêts-bails matériels logistiques (dont les équipements motorisés et les équipements ferroviaires) furent d’une assistance énorme.

## Livraisons à l'Union soviétique
Une grande partie de l’aide peut être mieux comprise en considérant les problèmes économiques causés par la guerre. La plupart des puissances guerrières limitent leur production de biens non essentiels, en se concentrant sur les munitions, ce qui cause inévitablement des manques. Par exemple, l’URSS était fortement indépendante sur le transport ferroviaire, mais la guerre coupa pratiquement toutes les productions de trains. À peine 446 locomotives furent produites pendant la guerre, dont seulement 92 entre 1942 et 1945. En tout, 92,7 % de la production ferroviaire durant la guerre arriva grâce au Prêt-Bail. Ainsi 1 911 locomotives et 11 225 wagons ont complété le parc de 20 000 locomotives et le demi-million de wagons existants.

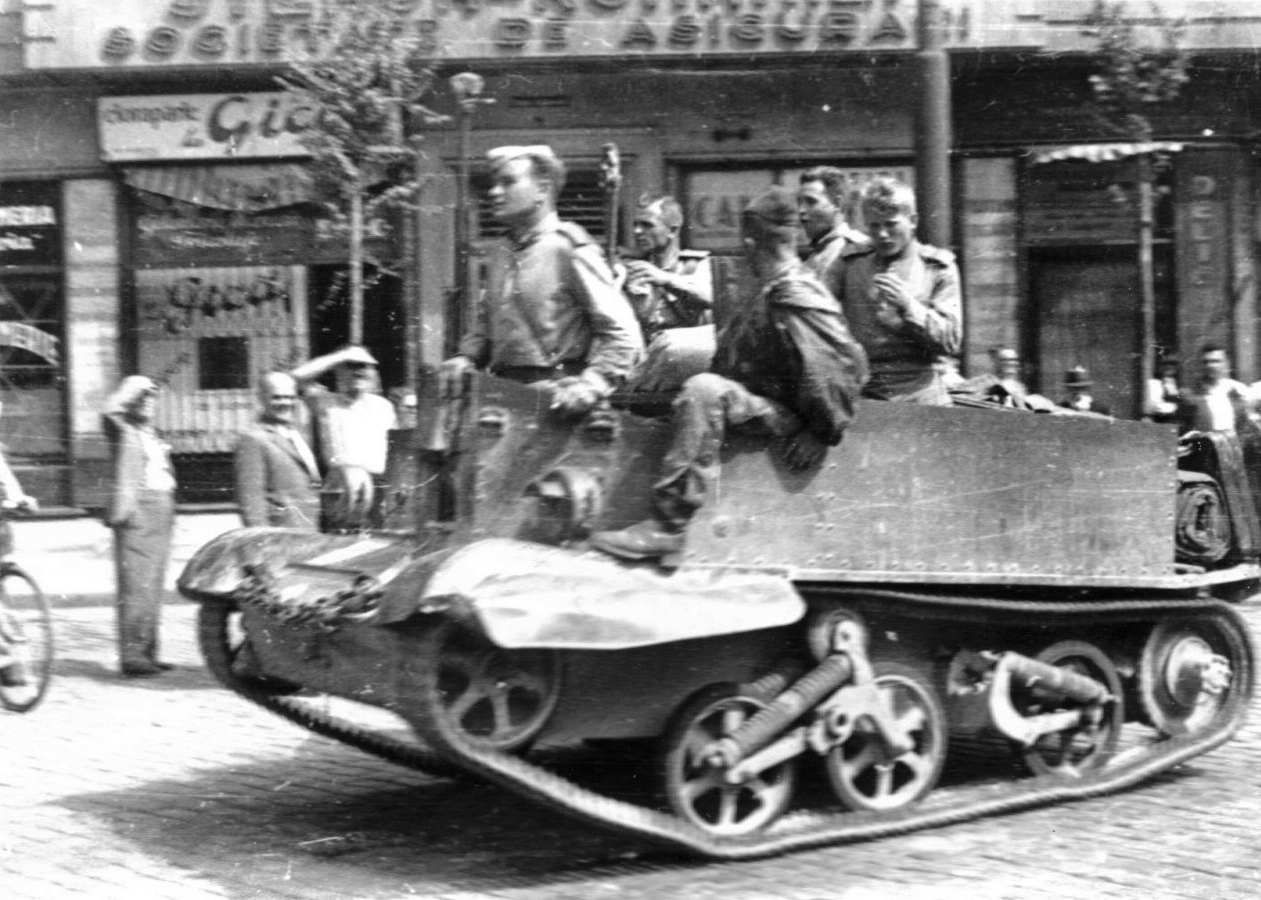
L’Armée rouge à Bucarest près du boulevard Carol I. avec un «Universal Carrier» fourni par les Britanniques.

De plus, le soutien logistique de l’armée soviétique fut procuré par des centaines de milliers de camion américains. En effet, en 1945, près de la moitié des camions de l’armée rouge était fabriquée aux États-Unis.

Le Prêt-Bail a aussi envoyé de grandes quantités d’armes et de munitions. L’armée de l’air soviétique a reçu 18 700 avions, qui ont compté dans l’ordre de 15 % de la production soviétique de la guerre (qui produit 122 100 appareils durant la Seconde Guerre Mondiale. Bien que la majorité des unités blindées combattît avec des chars soviétiques, quelque 5 218 chars britanniques et 7 287 chars américains issus du Prêt-Bail ont été déployés par l’armée rouge (à comparer aux 98 300 chars sovietiques produits sur la même periode).

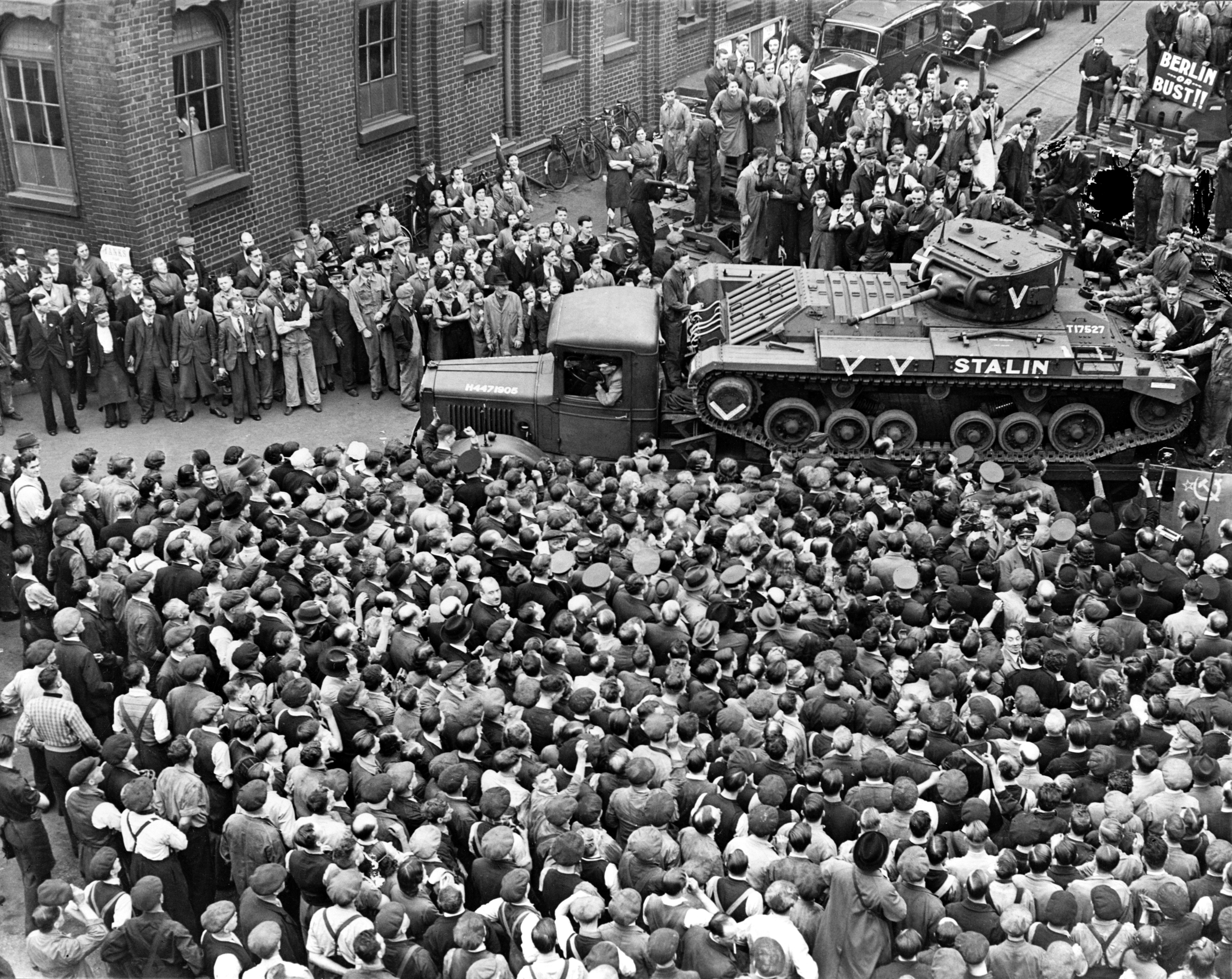
Un char Valentine destiné à l'Union soviétique quitte l'usine au Royaume-Uni.

En juillet 1941, quelques semaines après l’invasion allemande en URSS, le premier convoi d’aide britannique s'était mis en route le long des dangereuses routes de l'Arctique jusqu'à Mourmansk. Il arriva en septembre. Il transportait 40 Hawker Hurricanes avec 550 mécaniciens et pilotes de l’escadre no 151 afin d’assurer la défense aérienne immédiate du port et former les pilotes soviétiques. Après avoir escorté des bombardiers soviétiques et comptabilisé 14 victoires pour une perte, ainsi qu’avoir complété l'entraînement des pilotes et mécaniciens, l’escadre no 151 repartit en novembre, leur mission accomplie. Ce convoi fut le premier de nombreux convois jusqu’à Mourmansk et Arkhangelsk et qui devinrent connu sous le nom de convois de l’Arctique. Les navires qui revenaient transportaient l’or que l’URSS utilisait pour payer les États-Unis.
À la fin de 1941, les expéditions anticipées des chars Matilda, Valentine et Tetrarch ne représentaient que 6,5 % du total des chars soviétiques. Mais elles représentaient plus de 25 % des chars moyens et lourds en service avec l’Armée rouge. Les chars du prêt-bail constituaient entre 30 et 40 % de la force moyenne et lourde de chars avant la bataille de Moscou, début décembre 1941.

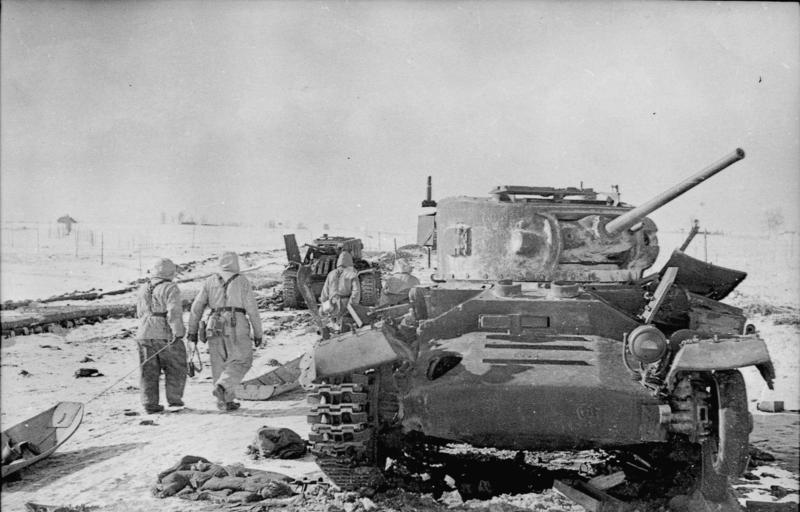
Mk III 'Valentine' britannique détruit en Union soviétique, janvier 1944.

Un nombre important de chars britanniques Churchill, Matilda et Valentine a été expédié à l'URSS, ainsi que des M3 Lee américains après qu'ils furent devenus obsolètes sur le Front africain - leur production cessant en décembre 1942 pour être retirés du service britannique en mai 1943. Les Churchill, fournis par les convois de l'Arctique, ont pris part à la défense de Léningrad ainsi qu'à la bataille de Koursk,, pendant que les chars expédiés par le corridor Perse ont fourni le Front du Caucase. Entre juin 1941 et mai 1945, Les britanniques ont livré à l’URSS :
- 3 000+ Hurricanes
- 4 000+ autres avions
- 27 navires de guerre dont le cuirassé HMS Royal Sovereign (05)
- 5 218 chars
- 5 000+ canons anti-chars
- 4 020 ambulances et camions
- 323 camions porteurs
- 2 560 Universal Carriers
- 1 721 motos
- 1,15 million de £ de moteurs d’avion
- 600 radars et sonars
- Des centaines de canons navals
- 15 millions de paires de bottes

Au total quatre millions de tonnes de matériel de guerre dont la nourriture et les fournitures médicales ont été livrés. Les munitions ont coûté 308 millions de £ (sans compter les munitions navales fournies), la nourriture et les matières premières ont totalisé 120 millions de £. Conformément à l'Accord anglo-soviétique sur les fournitures militaires du 27 juin 1942, l'aide militaire envoyée de Grande-Bretagne à l'Union soviétique pendant la guerre était entièrement pris en charge,,.

## Matériel terrestre

### Pour l'URSS
409 526 véhicules, dont 43 728 jeeps, 152 000 camions Studebaker US6, 3 510 amphibies, 4 398 tracteurs, 12 161 véhicules de combat dont 1 239 chars légers et 4 957 chars moyens dont le célèbre Matilda IV (sur la base du Matilda britannique), 32 207 motocycles, 7 570 tracteurs spéciaux avec 3 216 moteurs de remplacement.
1,4 million de tonnes de pétrole, 1,3 million de tonnes de carburant à haut indice d'octane pour avions, 3,6 millions de pneus avec chambre à air, 325 784 tonne d'explosifs, 136 190 pièces d'artillerie légères et armes automatiques, 35 800 stations radio émetteurs, 5 899 récepteurs, 348 appareils de localisation radio, 705 détecteurs directionnels, 538 altimètres, 800 compas radio, 3 400 km de câbles marins, 1 823 km de câbles sous-marins, 135 484 km de câbles télégraphiques, 1 900 locomotives à vapeur, 66 locomotives diesel électriques, 9 920 wagons plateformes, 120 wagons citernes, 100 wagons à bascule, 35 plates-formes pour engins lourds, 685 740 tonnes de rails et pièces dont 110 000 t d'axes et roues de wagons.

## Matériel naval
Bâtiments transférés par les États-Unis au titre du prêt-bail (1940-1945)
| Types de bâtiments            | Royaume-Uni | Union soviétique | Brésil | France |
| Porte-avions d'escorte        | 23          | 0                | 0      | 0      |
| Croiseurs (ancien)            | 0           | 1                | 0      | 0      |
| Destroyers (ancien)           | 50          | 0                | 0      | 0      |
| Destroyers d'escorte          | 78          | 0                | 8      | 6      |
| Frégates                      | 20          | 28               | 0      | 0      |
| Sous-total grands bâtiments   | 171         | 29               | 8      | 6      |
| Patrouilleurs côtiers         | 0           | 12               | 8      | 3      |
| Chasseurs de mines            | 0           | 250              | 8      | 5      |
| Dragueurs de mines océaniques | 165         | 24               | 0      | 0      |
| Dragueurs de mines côtiers    | 0           | 29               | 0      | 3      |
| Sous-total petits bâtiments   | 165         | 315              | 16     | 11     |
| TOTAL                         | 336         | 344              | 24     | 17     |

### Pour l'URSS
38 navires Liberty, trois pétroliers Liberty, cinq pétroliers T2, 12 tankers T1, neuf tankers[Quoi ?], un navire de fret, 17 barges grues, trois remorqueurs dont un récent, 60 cargos, trois brise-glace, 28 frégates, 34 grands dragueurs de mines, 43 moyens dragueurs de mines, 78 sous-marins de 110 pieds, 62 sous-marins de 67 pieds, 205 torpilleurs, 30 transports de troupes, 17 transports de chars, deu transports de véhicules, 15 remorqueurs de rivières, six barges-pontons, un hydravion, une vedette, 60 autres petits bateaux, 14 277 moteurs de bateaux à gaz, 3 320 moteurs diesel, 108 moteurs à gaz de bois, 2 150 moteurs à essence, 40 accumulateurs pour sous-marins.

## Matériel aérien

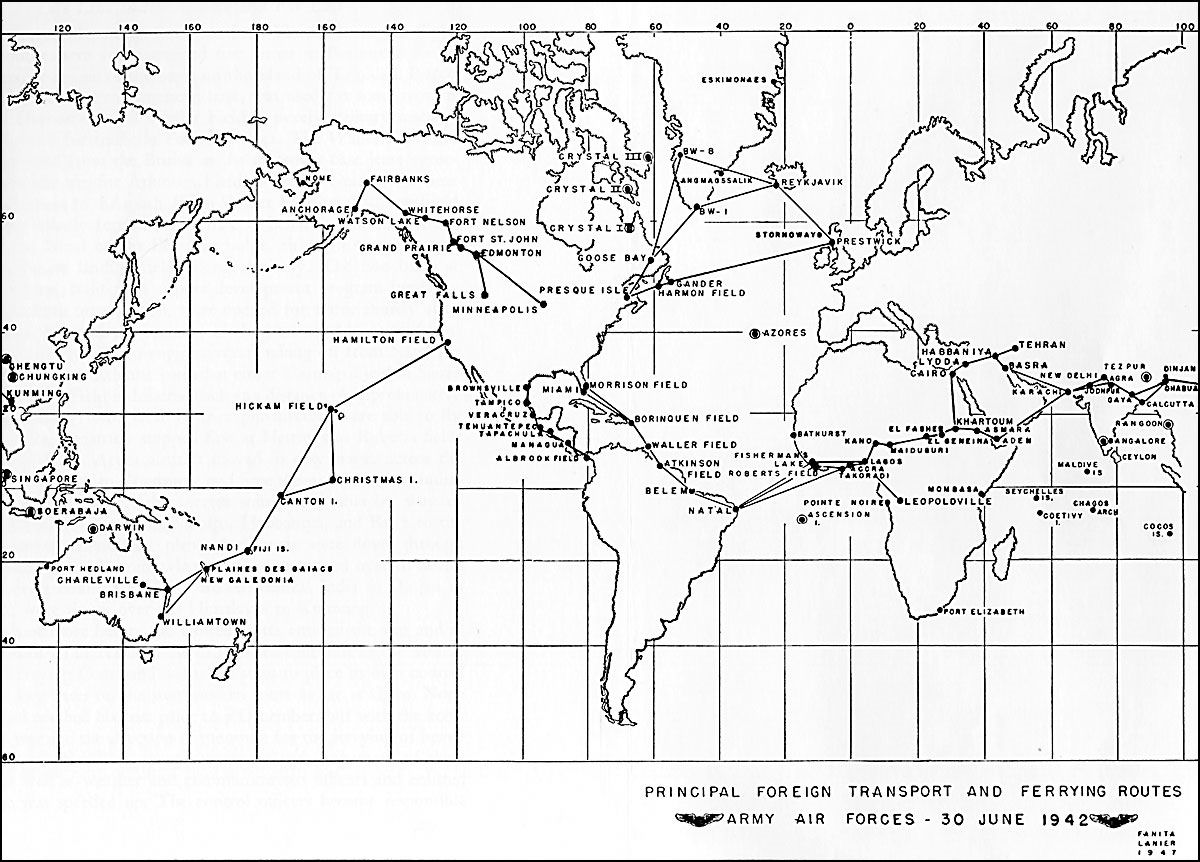
Principales routes aériennes utilisées par le Air Transport Command américain en juin 1942,

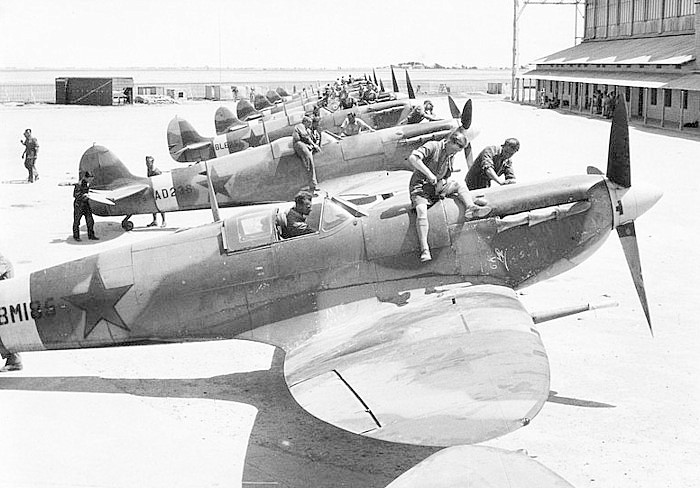
Supermarine Spitfire MkVb à destination de l'armée de l'air soviétique.

En 1939, le RAF Ferry Command est créé pour transporter des milliers d'avions d'Amérique du Nord à la Grande-Bretagne. Son pendant américain en service à partir de 1940 est le Army Air Corps Ferrying Command puis le Air Transport Command.

### Pour l'URSS
14 798 avions furent expédiés et 14 018 arrivèrent sur le sol soviétique, ce qui représente 12 % de la production d'avions soviétiques pendant la guerre (115 596).
Ils furent acheminés par trois voies d'acheminement : d'Alaska en Sibérie (7 925), par l'Iran (4 861) et par Mourmansk et Arkhangelsk (1 232).

## Livraisons de nourriture, habits, logements, matières premières

### Pour le Royaume-Uni
8462 logements préfabriqués dans le cadre du programme Houses for Britain.

### Pour l'URSS
Cinq millions de tonnes de nourriture, 55 000 km de coton, 49 200 km de laine, 12 300 km de sangles, 14 000 km de tissus imperméables, 46 126 t de fils à coudre, fibres et laines à tricoter et de boutons, 14,5 millions de chaussures et bottes en cuir et 49 900 tonnes de cuir.
2,6 millions de tonnes d'acier (5,96 % de la production soviétique), 261 109 t d'aluminium, 781 663 t de métaux non ferreux (magnésium, nickel, zinc, etc.).

## Livraisons américaines à l'Union soviétique

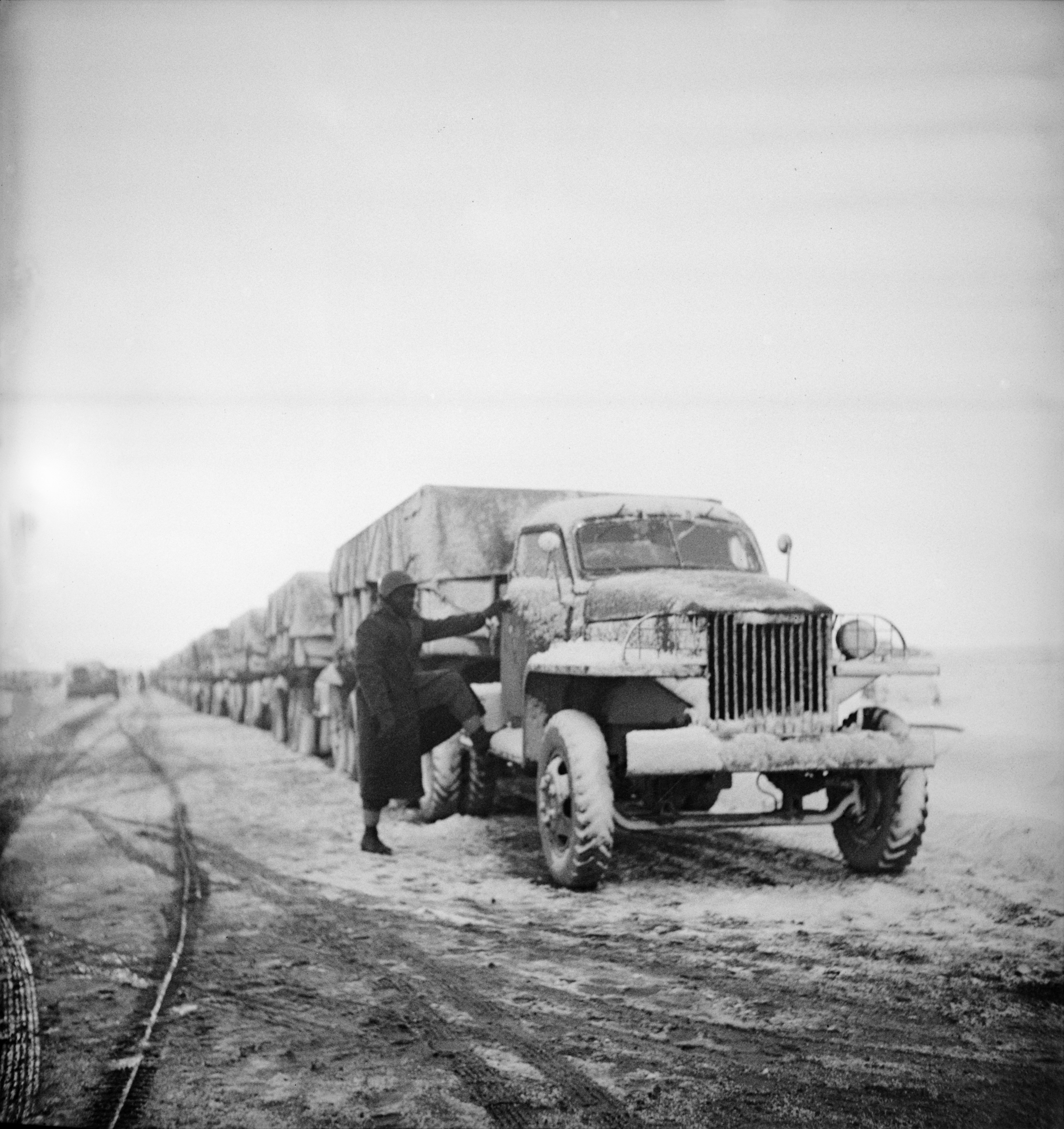
Des camions américains quelque part sur le trajet du corridor perse.

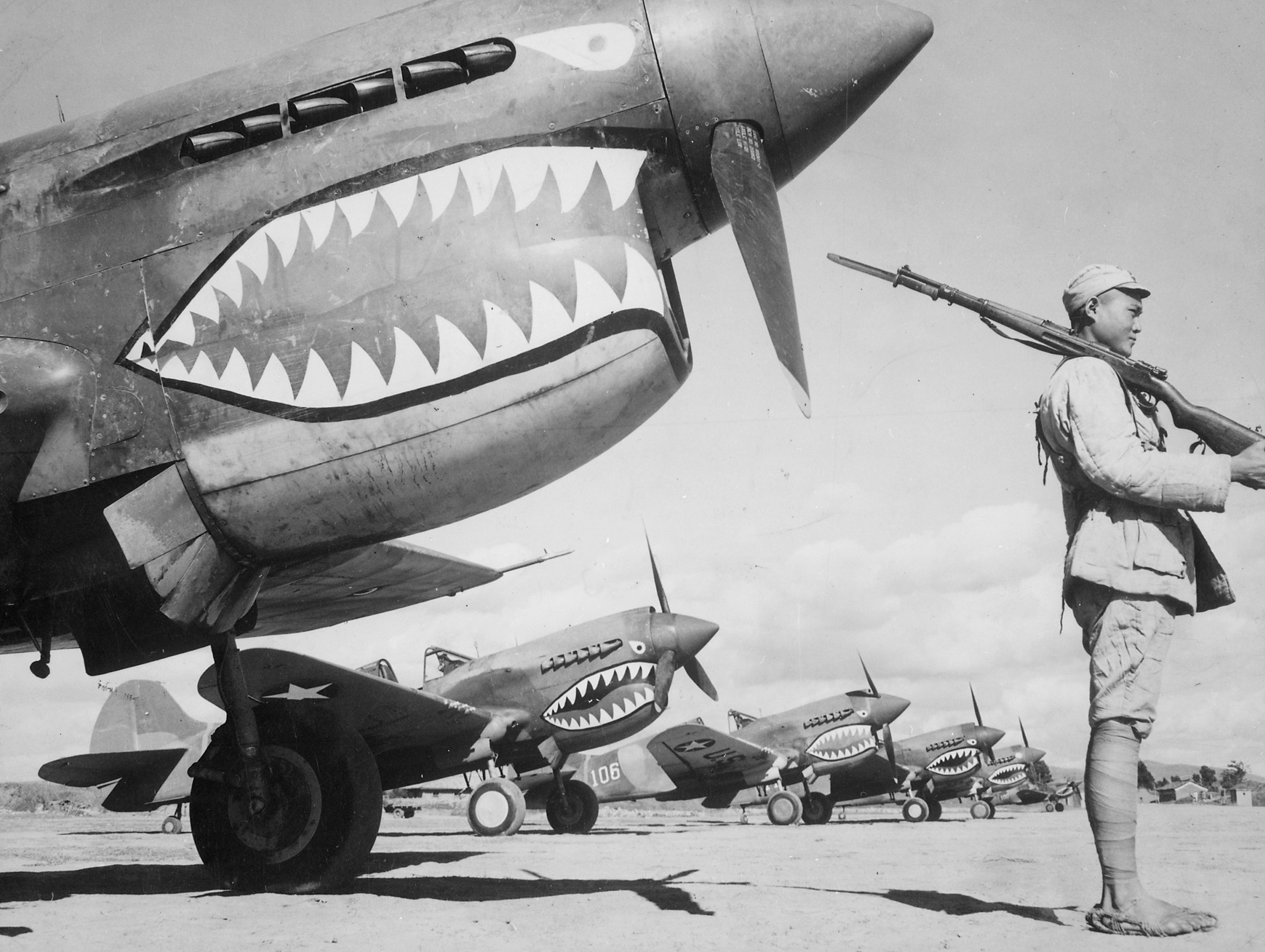
Curtiss P-40 Warhawk gardé par l'armée chinoise en République de Chine.

Les livraisons américaines à l'Union soviétique peuvent être divisées entre ces différentes phases :
- avant Prêt-bail du 22 juin 1941 au 30 septembre 1941 (payée en or et autres minerais)
- première période protocolaire du 1er octobre 1941 au 30 juin 1942 (signée le 7 octobre 1941). Ce matériel était produit et livré par la Grande-Bretagne avec des crédits financiers américains.
- deuxième période protocolaire du 1er juillet 1942 au 30 juin 1943 (signée le 6 octobre 1942)
- troisième période protocolaire du 1er juillet 1943 au 30 juin 1944 (signée le 19 octobre 1943)
- quatrième période protocolaire du 1er juillet 1944 (signée le 17 avril 1945), finit officiellement le 12 mai 1945 mais avec des livraisons continuées jusqu'à la fin de la guerre avec le Japon (contre laquelle l'Union soviétique entra le 8 août 1945 avec le milepost agreement jusqu'au 2 septembre 1945 quand le Japon capitula. Le 20 septembre 1945 tout le Prêt-Bail fut achevé.

Les livraisons se faisaient via les convois arctiques, le corridor persique et la route Pacifique.
La route Arctique était la route la plus courte et la plus directe pour l'aide du Prêt-bail à l'URSS, mais elle était la plus dangereuse. Quelque 3 964 000 tonnes de biens furent envoyés via cette route ; 7 % furent perdus et 93 % arrivèrent sains et saufs. Cette route constitue 23 % de l'aide totale à l'URSS pendant la guerre.
Le corridor persique était la route la plus longue et ne fut opérationnelle que mi-1942. Elle vit ensuite le passage de 4 160 000 tonnes de matériel, soit 27 % du total.
La route du Pacifique ouvrit en août 1941, mais elle fut affectée par le conflit entre les Japonais et les Américains ; après décembre 1941, seuls les bateaux soviétiques pouvaient être utilisés, et, comme le Japon et l'URSS faisaient preuve d'une stricte neutralité entre eux, seuls les biens non militaires pouvaient circuler.

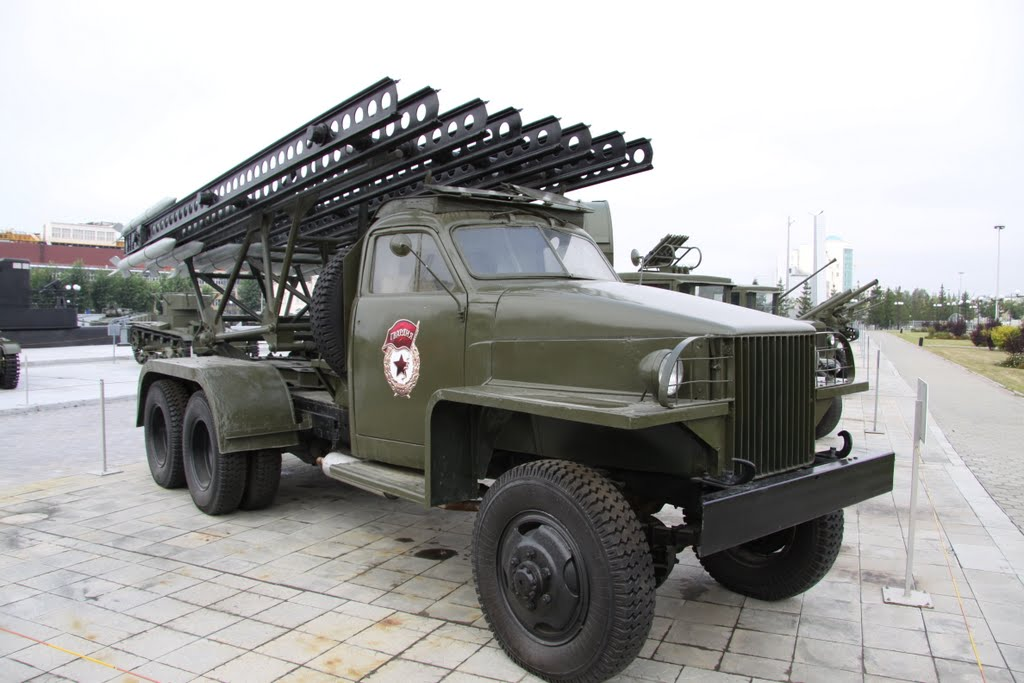
BM-13N Katioucha sur un camion Studebaker US6

Néanmoins, quelque 8 244 000 tonnes de matériel furent transportées par cette route, soit 50 % du total.
| Avions                             | 14 795                |
| Chars d'assaut                     | 7 056                 |
| Jeeps                              | 51 503                |
| Camions                            | 375 883               |
| Motos                              | 35 170                |
| Tracteurs                          | 8 071                 |
| Pièces d'artillerie                | 8 218                 |
| Mitrailleuses                      | 131 633               |
| Explosifs                          | 345 735 tonnes        |
| Équipement de construction         | 10 910 000 dollars    |
| Wagons de marchandises             | 11 155                |
| Locomotives                        | 1 981                 |
| Navires cargo                      | 90                    |
| Escorteurs chasseur de sous-marins | 105                   |
| Vedettes lance-torpilles           | 197                   |
| Moteurs de bateaux                 | 7 784                 |
| Nourriture                         | 4 478 000 tonnes      |
| Machines et équipement             | 1 078 965 000 dollars |
| Métaux non ferreux                 | 802 000 tonnes        |
| Produits pétroliers                | 2 670 000 tonnes      |
| Produits chimiques                 | 842 000 tonnes        |
| Coton                              | 106 893 000 tonnes    |
| Cuir                               | 49 860 tonnes         |
| Pneus                              | 3 786 000             |
| Bottes                             | 15 417 001 paires     |

## Conséquences stratégiques du Prêt-bail
Selon l’historien russe Boris Vadimovich Sokolov, le prêt-bail a joué un rôle crucial dans la victoire de l'URSS :
« Dans l’ensemble, on  peut conclure que, sans ces livraisons occidentales sous prêt-bail, non seulement l’Union soviétique n’aurait pas pu gagner la Grande Guerre patriotique, mais elle n’aurait même pas été capable de s’opposer à l'invasion allemande, puisqu’elle ne pouvait pas produire elle-même des quantités suffisantes d’armes et de matériels militaires ou les approvisionnements adéquats en carburant et munitions. Les autorités soviétiques étaient bien conscientes de cette dépendance au prêt-bail. Ainsi, Staline a dit à Harry Hopkins [l’émissaire de Roosevelt à Moscou en juillet 1941] que l’URSS ne pouvait pas rivaliser avec la puissance et les ressources de l’Allemagne qui occupait l’Europe. »
Nikita Khrouchtchev, qui servit pendant la guerre comme commissaire militaire puis intermédiaire entre Staline et ses généraux, aborde directement l’importance de l’aide occidentale dans ses mémoires :
« Je voudrais témoigner candidement des vues de Staline sur la question de savoir si l’Armée rouge et l’URSS auraient pu affronter l’Allemagne nazie et survivre à la guerre sans l’aide des États-Unis et de la Grande-Bretagne. Tout d’abord, je voudrais parler de remarques que Staline a faites et répétées plusieurs fois quand nous "discutions librement" entre nous. Il a déclaré franchement que si les États-Unis ne nous avaient pas aidés, nous n’aurions pas gagné la guerre. Si nous avions dû combattre l’Allemagne nazie à un contre un, nous n’aurions pas pu résister à la pression allemande et nous aurions perdu la guerre. Personne n’a jamais discuté de ce sujet officiellement et je ne pense pas que Staline ait laissé une preuve écrite de son opinion. Mais je dirai ici qu’à plusieurs reprises dans des conversations avec moi il a dit que c’était la réalité. Il n’a jamais consacré une conversation particulière à ce sujet, mais quand nous étions engagés dans une sorte de conversation détendue, passant en revue des questions internationales passées et présentes, et quand nous revenions à ce que nous avions traversé pendant la guerre, c’est ce qu’il disait. Quand j’écoutais ses remarques, j’étais entièrement d’accord avec lui, et aujourd’hui je le suis encore plus. »
Dans une interview confidentielle avec le correspondant de guerre Konstantin Simonov, le maréchal Gueorgui Joukov, ancien commandant en chef de l'armée soviétique, a été secrètement enregistré par le KGB. La transcription de l'enregistrement contient ces phrases :
« Aujourd’hui [1963] certains [en URSS] disent que les Alliés ne nous ont pas vraiment aidés ... Mais écoutez, on ne peut nier que les Américains nous ont expédié du matériel sans lequel nous n’aurions pas pu équiper nos armées en réserve ou continuer la guerre. »

## Tensions franco-américaines et enjeux territoriaux du Prêt-bail
Pendant la Seconde Guerre mondiale, la Nouvelle-Calédonie, située à moins de 1 500 kilomètres de Guadalcanal — théâtre de l’un des tournants majeurs de la guerre du Pacifique —, devint progressivement une base stratégique de première importance pour les forces américaines. Jusqu’à 200 000 soldats américains y furent stationnés simultanément, alors que la population locale n’excédait pas 50 000 habitants. L’île abrita, à son apogée, le deuxième port de l’US Navy dans le Pacifique, après celui de San Francisco.
Dans ce contexte, le président des États-Unis, Franklin D. Roosevelt aurait envisagé, un temps, l’annexion de la Nouvelle-Calédonie. Ce projet, conçu sans concertation avec le gouvernement français, s’inscrivait dans une logique de compensation pour les importants soutiens matériels fournis à la France libre dans le cadre du programme de prêt-bail car Roosevelt estimant que la France libre serait incapable de rembourser le Prêt-bail. Roosevelt, qui entretenait des relations tendues avec le général de Gaulle, aurait également vu dans cette initiative un moyen de contrebalancer l’influence gaulliste dans le Pacifique. Toutefois, ce projet fut rapidement abandonné, notamment en raison des enjeux diplomatiques liés à l’émergence de la guerre froide, de l'intransigeance sur la souveraineté de la France du général De Gaulle et de la nécessité de préserver les relations avec la France dans le nouvel ordre mondial d’après-guerre.

## Le Prêt-bail inversé
Le Prêt-bail inversé était l'approvisionnement des États-Unis en équipement et en service. Près de huit milliards de dollars en matériel militaire furent fournis aux États-Unis, 90 % de ces dotations venant de l'empire britannique. Des contributions réciproques ont inclus des ambulances militaires, du matériel électronique pour les B-17 Flying Fortress, des navires de lutte sous-marine et beaucoup d'autres. Bien que minuscule en comparaison, l'Union soviétique fournit 300 000 tonnes de chrome et 32 000 tonnes de manganèse, ainsi que du bois, de l'or et du platine.
L'accord de prêt-bail entre les gouvernements des États-Unis et du Royaume-Uni (land-lease agreement) permit aussi à partir du printemps 1941 la construction conjointe par les deux États de quatre bases navales américaines sur l'archipel britannique, en Ulster à Londonderry et Lough Erne, ainsi qu'en Écosse à Rosneath et Loch Ryan (près du Firth of Clyde). Londonderry et Rosneath servirent de terminus (ravitaillements et réparations) pour les destroyers (classes Gleaves, Fletcher ou Sumner) qui escortaient les convois transatlantiques, tandis que Lough Erne et Loch Ryan servirent de bases lacustres aux hydravions (des Catalina) qui patrouillaient l'océan. La première base à être opérationnelle, l'US Naval Operating Base Londonderry, est commissionnée le 5 février 1942, en complément d'installations britanniques et canadiennes ; le premier escorteur américain y a relâché dès janvier ; un bataillon de l'USMC y arrive le 12 mai pour assurer la protection. La base est décommissionnée en août 1944, mais la station radio de l'US Navy y reste jusqu'à 1977.